# Laimdota Straujuma
Laimdota Straujuma (n., 24 de febrero de 1951) fue la primera ministra de Letonia, hasta su renuncia el 7 de diciembre de 2015, siendo la primera mujer en asumir este cargo en la historia del país. Además de ser política, es física, matemática y economista.
En el gobierno de Letonia ha ocupado diversos cargos, siendo ministra de Agricultura y secretaria de Estado entre el 2000 y el 2006. En 2007 pasó a ser ministra de Desarrollo Regional y Asuntos de Gobierno Local y también secretaría de Estado hasta que en 2011 fue reelegida como ministra de Agricultura por consecutiva vez.
El 22 de enero de 2014, tras la renuncia de Valdis Dombrovskis se convirtió en la 13.º primera ministra de Letonia.

## Biografía

### Formación
Licenciada desde el año 1987 en Física y Matemáticas por la Universidad de Letonia. Tras licenciarse entró en el Instituto de Economía y en la Academia de Ciencias de Letonia doctorándose en 1992 en economía agrícola, defendiendo una tesis sobre "La evaluación de los recursos de fabricación en las empresa letonas".

### Carrera profesional
Desde el año 1973, trabajó en la Academia de Ciencias de Letonia como asistente de investigación.
En 1991 lideró el Plan Nacional del Sector Agrícola, siendo en ese mismo año cuando también trabajó como investigadora de la empresa en el Centro de Cómputo de Letonia hasta 1993 que pasó a ser jefa y seguidamente subdirectora del Centro de Asesoría Agrícola.
En 1998 fue vicepresidenta y seguidamente también directora adjunta de la Asesoría Agrícola de Letonia y del Centro de Apoyo a la Capacitación, del cual más tarde se convirtió en consejera y presidenta estatal en funciones hasta noviembre de 1999. Entre 2002 y 2007 fue miembro de la Junta de Hipotecas de Letonia y del Banco Agrícola, durante este periodo perteneció a la Academia Agrícola y Forestal de Ciencias. En el 2008 fue elegida miembro de la composición de consejeros de la Universidad de Agricultura, perteneciendo a diferentes consejos universitarios hasta 2011.

### Política
En el año 1998, entró en el mundo de la política ingresando en el Partido Popular de Letonia.
Un año más tarde en 1999, fue vicepresidenta del Ministerio de Agricultura.
A partir del 9 de octubre del 2000 fue nombrada por la presidenta Vaira Vīķe-Freiberga como ministra de Agricultura y secretaria de Estado hasta el 31 de diciembre de 2006.
En enero de 2007 fue nombrada ministra de Desarrollo Regional y Asuntos de Gobierno Local y también secretaria de Estado de su nuevo ministerio.
El 25 de octubre de 2011 fue nombrada por el presidente Andris Bērziņš, por segunda vez como ministra de Agricultura.
Durante estos años, en el 2002 salió del Partido Popular de Letonia y entró en el Partido de la Nueva Era hasta que desde 2011 entró en el partido Unidad.
Posteriormente el día 5 de enero de 2014, tras la dimisión del primer ministro Valdis Dombrovskis, el partido Unidad la presentó como candidata al cargo cuya candidatura fue aprobada por el Saeima (Parlamento Nacional) recibiendo el apoyo de los demás partidos.
El día 6 de enero fue investida como nueva 13.º Primera ministra de Letonia, renunciando el 7 de diciembre de 2015.

## Premios y condecoraciones
- Miembra Honoraria del Instituto Británico de Consultores Agrícolas, 1997.
- Reconocimiento del Ministerio de Relaciones Exteriores de Letonia, 2003.
- Cruz de Reconocimiento de Letonia Clase II, 2006.
- Premio de reconocimiento del Gobierno de Letonia, 2008.